# Ĵ
Ĵ – Ĵĵ – litera alfabetu łacińskiego używana w Esperanto, przypisana spółgłosce [ʒ]. Jej wymowa odpowiada wymowie ż w języku polskim. W h systemie (zalecanym w "Fundamento de Esperanto") zastępuje się tę literę przez jh. W x systemie jest zastępowana przez jx. 